# Чемпионат Днепропетровской области по футболу
Чемпионат Днепропетровской области по футболу — областное футбольное соревнование среди любительских клубов, которое проводится под эгидой Ассоциации футбола Днепропетровской области.

## Чемпионы Днепропетровской области
| Сезон     | Чемпион                                      | Серебряный призёр                               | Бронзовый призёр                            |
| 1976      | Завод имени Карла Либкнехта (Днепропетровск) | Днепропетровский завод прессов (Днепропетровск) | «Металлург» (Днепродзержинск)               |
|           |                                              |                                                 |                                             |
| 1989      | «Авангард» (Жёлтые Воды)                     | «Авангард» (Орджоникидзе) (Орджоникидзе)        | «Металлург» (Новомосковск) (Новомосковск)   |
| 1990      | «Металлург» (Кривой Рог)                     | «Металлург» (Новомосковск)                      | «Днепр» (Днепропетровск)                    |
| 1992      | «Сталь» (Металлург) (Днепродзержинск)        | «Металлург» (Новомосковск) (Новомосковск)       | «Строитель» (Кривой Рог)                    |
| 1992/1993 | «Металлург» (Новомосковск) (Новомосковск)    | «Кривбасс-2» (Кривой Рог)                       | «Авангард» (Орджоникидзе) (Орджоникидзе)    |
| 1993/1994 | «Металлург» (Кривой Рог)                     | «Горняк» (Павлоград)                            | «Авангард» (Орджоникидзе) (Орджоникидзе)    |
| 1994/1995 | «Звезда-Днепр» (Новомосковск)                | «Горняк» (Павлоград) (Павлоград)                | «Титан» (Вольногорск)                       |
| 1995      | «Строитель» (Кривой Рог)                     | «Эра» (Никополь)                                | «Дружба» (Магдалиновка)                     |
| 1996      | «Дружба» (Магдалиновка)                      | «Горизонт» (Никополь)                           | «Строитель» (Кривой Рог)                    |
| 1997      | «Агровест» (Новоалександровка)               | ФК «Шахтёр» (Марганец)                          | «Металл» (Днепропетровск)                   |
| 1998      | «Металл» (Днепропетровск)                    | ФК «Шахтёр» (Марганец)                          | «Газовик» (Перещепино)                      |
| 1999      | «Металл» (Днепропетровск)                    | «Сталь» (Днепродзержинск) (Днепродзержинск)     | «Дружба» (Магдалиновка)                     |
| 2000      | «Металл» (Днепропетровск)                    | «Орион» (Синельниково)                          | «Сталь» (Днепродзержинск) (Днепродзержинск) |
| 2001      | ЗАлК (Запорожье)                             | «Родина» (Кривой Рог)                           | «Металл» (Днепропетровск)                   |
| 2002      | «Родина» (Кривой Рог)                        | «Силко» (Верхнеднепровск)                       | «Авангард» (Орджоникидзе)                   |
| 2003      | ПК «Днепровский» (Никополь)                  | ФК «Колос» (Никопольский район)                 | «Авангард» (Орджоникидзе)                   |
| 2004      | ФК «Колос» (Никопольский район)              | ПК «Днепровский» (Никополь)                     | «Авангард» (Орджоникидзе)                   |
| 2005      | ФК «Колос» (Никопольский район)              | «Авангард» (Орджоникидзе)                       | «Юлия» (Первомайск)                         |
| 2006      | ФК «Колос» (Никопольский район)              | «Аглофабрика» (Кривой Рог)                      | «Электрометаллург-НЗФ» (Никополь)           |
| 2007      | «Атлант» (Кривой Рог)                        | «Электрометаллург-НЗФ» (Никополь)               | «Аглофабрика» (Кривой Рог)                  |
| 2008      | «Авиа» (Днепропетровск)                      | «Электрометаллург-НЗФ» (Никополь)               | «Атлант» (Кривой Рог)                       |
| 2009      | «Факел» (пгт. Петриковка)                    | «Электрометаллург-НЗФ» (Никополь)               | ФК «Никополь» (Никополь)                    |
| 2010      | ФК «Колос» (Никопольский район)              | «Штурм» (с. Партизанское)                       | «Факел» (пгт. Петриковка)                   |
| 2011      | ФК «Колос» (Никопольский район)              | «Миттал» (Кривой Рог)                           | ФК «Шахтёр» (Марганец)                      |
| 2012      | ФК «Колос» (Никопольский район)              | «Миттал» (Кривой Рог)                           | «Авангард» (Орджоникидзе)                   |
| 2013      | ФК «УВД» (Днепропетровск)                    | «Олимпик» (Петриковка)                          | ФК «Никополь» (Никополь)                    |
| 2014      | ФК «ВПК-Агро» (Магдалиновка)                 | «Олимпик» (Петриковка)                          | ФК «УВД» (Днепропетровск)                   |
| 2015      | ФК «Лозоватка»                               | ФК «ВПК-Агро» (Магдалиновка)                    | «Скорук» (Томаковка)                        |
| 2016      | ФК «ВПК-Агро» (Магдалиновка)                 | ФК «Дружба» (Кривой Рог)                        | «Скорук» (Томаковка)                        |
| 2017      | ФК «Кривой Рог»                              | ФК «ВПК-Агро» (Магдалиновка)                    | ФК «Петриковка»                             |
| 2018      | ФК «ВПК-Агро» (Магдалиновка)                 | «Скорук» (Томаковка)                            | ФК «Лозоватка»                              |
| 2019      | «Скорук» (Томаковка)                         | «Atrium» (Павлоград)                            | «Авангард» (Покров)                         |
| 2020      | «Скорук» (Томаковка)                         | «Дружба» (Кривой Рог)                           | «Авангард» (Покров)                         |
| 2021/2022 | «Агро КМР» (Троицкое)                        | «Лозуватка» (Лозоватский сельский совет)        | «Орель» (Царичанский район)                 |
| 2023      | «Колос» (Сахновщина)                         | «Агросфера» (Юрьевка)                           | «Донбасс» (Донецк)                          |
| 2024      | «Стандарт» (Новые Санжары)                   | «Агро КМР» (Троицкое)                           | «Агросфера» (Юрьевка)                       |